# Antoine Charles Louis de Lasalle
Antoine-Charles-Louis de Lasalle a fost un general de divizie francez al Primului Imperiu, născut la Metz pe 10 mai 1775 și căzut pe câmpul de onoare pe 6 iulie 1809, la Bătălia de la Wagram. Provenind dintr-o veche familie nobilă din Lorena, Lasalle a fost strănepotul Mareșalului Abraham de Fabert d'Esternay. A fost husar în armata franceză și a promovat foarte rapid până la gradul de General de divizie, ajungând să comande o unitate de cavalerie ușoară ce avea să fie supranumită „brigada infernală”. Pe 6 iulie 1809, spre sfârșitul bătăliei de Wagram, Lasalle se afla în prima linie și, observând o serie de regimente inamice ce s-au rupt de restul armatei, aflate în retragere generală, a luat comanda unui regiment de cuirasieri dar, călărind un cal mult mai rapid s-a îndepărtat prea mult de masivii călăreți pe care îi comanda, ajungând să fie o țintă ușoară pentru trăgătorii austrieci. În cadrul acestei șarje a fost împușcat mortal. Istoricii militari notează bravura și sângele rece al generalului, cât și abilitatea sa tactică. 
1. 1 2  Antoine Charles Louis de Lasalle, SNAC, accesat în 9 octombrie 2017
2. 1 2  Antoine Charles Louis de Lasalle, Roglo
3. ↑  Antoine Charles Louis Lasalle de, Baza de date Léonore, accesat în 9 octombrie 2017
4. 1 2 3  Autoritatea BnF, accesat în 10 octombrie 2015
5. ↑   http://www.arcdetriomphe.info/officers/lasalle/ Lipsește sau este vid: |title= (ajutor)